# Viszonosság
A viszonosság egy magatartás  hasonló magatartással történő viszonzását jelenti. A viszonosság elve annak a követelménye, hogy az egymással politikai, társadalmi, gazdasági stb. kapcsolatban álló felek - egymással szemben - arra hivatkoznak, hogy a másik érdekelt fél nem úgy jár el, ahogy a viszonosság elvére hivatkozó eljár, vagy általában véve a viszonosság megvalósítását a hivatkozó fél szükségesnek tartja és ezt a hivatkozásának tárgyalási alapként kívánja felhasználni. 

## A viszonosság elve kialakulásának előzményei
Az ismert civilizációk közül a legrégebbi, a sumér kimagasló alakja Hammurapi törvénykönyvét már a  szemet szemért, fogat fogért elv szerint alkotta meg a Krisztus előtti második évezredben.  Ezt az emberiség ma még feltárhatatlan múltjában eredeztethető elvet akár az emberré váláshoz is köthetjük. A  Római Birodalom jogában tálió néven ismert elv megjelenik az ószövetségi bibliában is, napjainkig tovább él a vérbosszú hagyományában.

## A viszonosság elvének alkalmazása
A társadalmi élet egyre bonyolultabbá válása szüntelenül bővítette a szokásjog, majd a nem ezen az alapon álló államszervezeti jog (statute law), angol kifejezéssel a law of land jogterületét. Mennyiségében egyre kiterjedtebb , ma már sokkal nagyobb azoknak a társadalmi viszonyoknak, jogszabályoknak stb. a mennyisége, melyek kialakításának a viszonosság sem elméletileg sem pedig gyakorlatilag nem játszik szerepet. A szemet szemért, fogat fogért rendezési elv alkalmazása helyett az államok általában fenntartják maguknak a büntető hatalom gyakorlását. Számtalan olyan jogszabály születik, mely egyoldalú, részletekbe menő állami szabályozást tartalmaz a legkülönbözőbb életviszonyok területén. A nemzetállamok magukat szabályozó hatalomnak tekintik, így a polgárok és az állam viszonylatában a viszonosság alkalmazására értelemszerűen nem kerülhet sor. Általánosságban ugyan korlátozott, de kivételesen létező a viszonosság elvének felhasználása a polgári jogviszonyok területén, a szerződéses kapcsolatok területén. Itt a bíróságok vizsgálják az általános elvárható magatartást az adott szerződő fél esetében. Ennek megítélésénél pedig értelemszerűen számít a másik szerződő fél magatartása is, ami ha korlátozottan is, de érvényesíthetővé teszi a viszonosságra történő hivatkozást.  

## A viszonosság elvének érvényesülése
Az ősi, az emberiség régmúltjában gyökerező elv alkalmazása a mai napig fontos olyan társadalmi viszonyokban, melyekben jellemző a nemzetállami hatáskör hiánya, a jogos vagy jogtalan erő alkalmazása. A nemzetállami területet nem képező tengeren haladó hajók, a tengeralattjárók, az űrhajók, repülőgépek természetes joga nem lehet egy nemzetállam joga. Hasonlóképpen nem lehet sem egy nemzetállam, sem a nemzetközi jog hatásos az egyes nemzetállamok illetve régiók, területek érdek összeütközése esetén. Így a viszonosság a nemzetközi politika,  magánjogi viszonyok rendező elve a mai napig terjedően. Ilyen esetekben legtöbbször nincsenek mindenki által elfogadott játékszabályok, illetve ha vannak is, azok végrehajtására nincs megfelelő hatalom. Így az ilyen  viszonyok rendezésére a "tengerek joga" alkalmas, melynek szabályrendszerében a viszonosság elve maradéktalanul érvényesül. 

## A viszonosság elvének alkalmazása a politikában
A politikai érdekérvényesítés eszközeinek tárházában kimagasló jelentőségű mind a vitás kérdések megtárgyalásánál, mind pedig tényleges érdek érvényesítés megvalósításánál a viszonosság. Az ellenérdekű fél eltérő, a viszonosság követelményeinek meg nem felelő magatartására történő hivatkozás vagy a kialakult egyensúlyhiány ellensúlyozására tett ellenlépésék az érdekérvényesítés hatékony eszközei, a gyengék,  erősek hatalmak által folyamatosan lenyomottak hatékony hivatkozási alapja és - ha van elég erőforrásuk - célszerű cselekvési lehetőségük. Érdekes, viszonylag friss példája ennek Bósza János hivatkozása a Commora Aula honlapján: történelmi párhuzam: Stefan Marko Daxner: "Magyarország számunkra csak annyiban létezik, amennyiben benne elismerést nyerünk." (1861), amire adott válasza Bószának: Bósza János: "Szlovákia számunkra csak annyiban létezik, amennyiben benne elismerést nyerünk. (2009)"

## A viszonosság kutatása
A viszonossággal kapcsolatos tudományos kutatás nem létezik. Ezt ékesen bizonyítja az, hogy a kérdésnek nemhogy tudományos, de népszerű irodalma sincs. Ez a tény különösen megnöveli a civil társadalom felelősségét. Mivel a viszonosság tényeinek kutatása sokaknak nem érdeke, ezért ennek a területnek a kutatása soha nem kapott megfelelő támogatást és valószínűleg a jövőben sem fog tényleges súlyának, jelentőségének megfelelő forráshoz jutni. Szükséges lenne mind a viszonosság köznyelvi, mind pedig politikai, gazdasági, jogi stb. fogalmáról  megfelelően kidolgozott, esettanulmányokat tartalmazó tudományos,  igényű munkákat készíteni, melyeket mind az érdeklődő polgárok mind pedig a fenti szakterületek képviselői nagy haszonnal forgathatnának.